# Dārghālū
Dārghālū (persiska: دارغالو) är en ort i Iran.   Den ligger i provinsen Västazarbaijan, i den nordvästra delen av landet, 600 km väster om huvudstaden Teheran. Dārghālū ligger 1 291 meter över havet och antalet invånare är 290.
Terrängen runt Dārghālū är platt åt sydväst, men åt nordost är den kuperad.Runt Dārghālū är det ganska tätbefolkat, med 185 invånare per kvadratkilometer. Närmaste större samhälle är Urmia, 10,9 km väster om Dārghālū. Trakten runt Dārghālū består till största delen av jordbruksmark.